# برحال
بلدية برحال أو عين أم الرخاء هي بلدية تابعة لدائرة برحال ولاية عنابة تقع في أقصى غرب الولاية و هي مركز اقتصادي مهم في الجزائر. تشترك مع حدود ولاية سكيكدة ويقطنها حوالي 24000 نسمة وتبعد عن مركز الولاية 30 كم 
و اسمها القديم عين أم الرخاء Ain om arkha